# Kabufuda

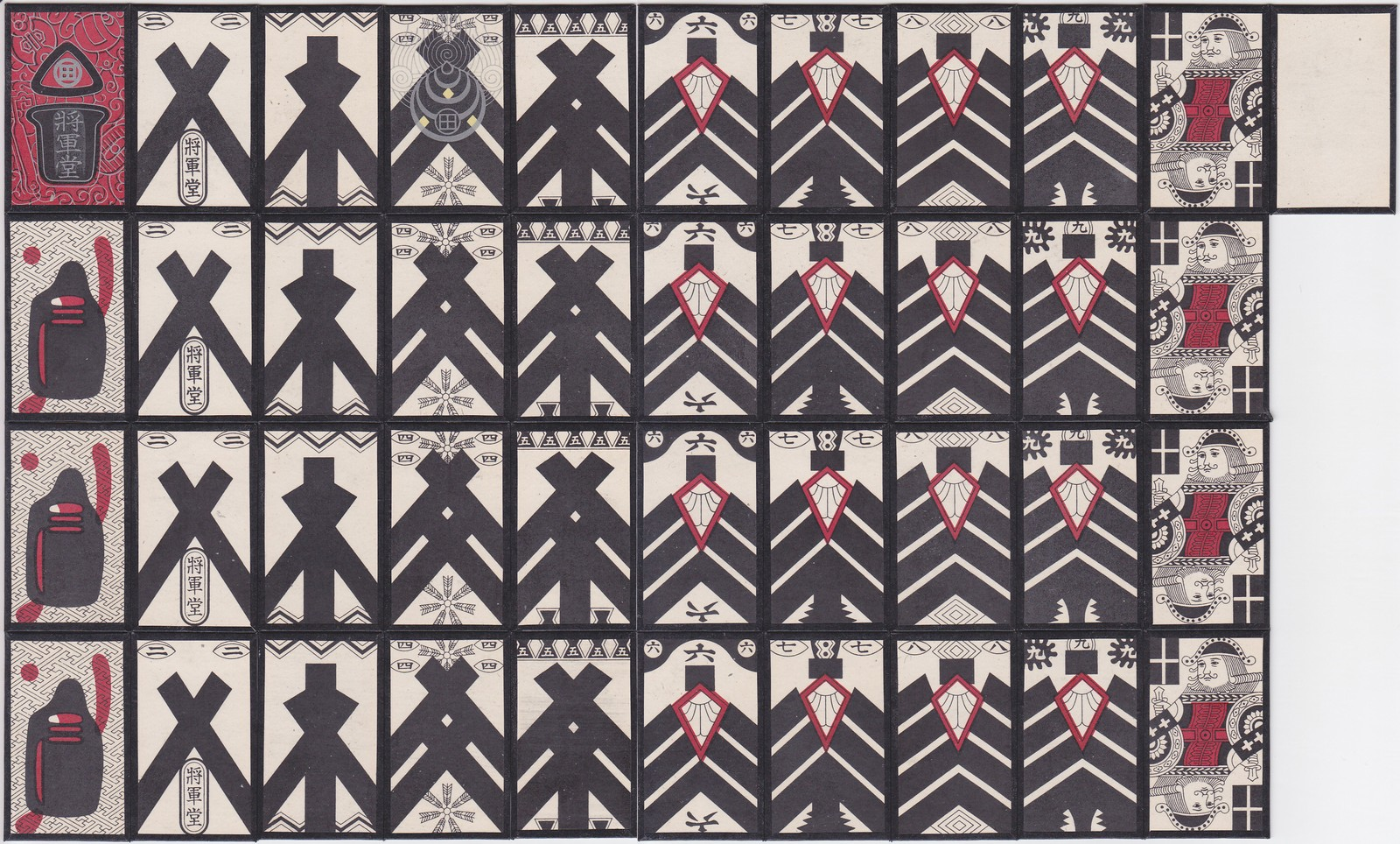
Kabufuda Kartendeck

Kabufuda (jap. 株札) ist wie das Hanafuda ein japanisches Kartendeck. Im Unterschied zu diesem besteht es jedoch nicht aus 48, sondern nur aus 40 Karten, die für die Zahlen 1 bis 10 stehen. Mit ihm wird zum Beispiel Oicho-Kabu oder Gomai-Kabu gespielt.
Oicho-Kabu ist ein dem westlichen Black Jack sehr ähnliches Spiel. Hier gilt die Kartenkombination 8 (ya) – 9 (ku) – 3  (sa) als wertlos, wonach sich auch die kriminelle Organisation Yakuza ihren Namen gab.